# Спомен-чесма у Оруглици
Спомен-чесма у Оруглици посвећена је значајним борбама у пределу Оруглице и погинулим борцима Кукавичког народноослободилачког партизанског одреда почетком 1942. године и погинулим борцима из овог краја. Подигнута је 6. јула 1971. године, а њен аутор је вајар Стеван Соколовић.

## Натпис
Имена су њихово светло лице дана
Пали јануара 1942.
1. Стојановић (Ђорђа) Мирослав "Леско" - Шпански борац
2. Глигоров Кирил "Левски" члан КПЈ
3. Димитријевић (Ристе) Чедомир, "Демба" члан КПЈ
4. Милошевић Д. Борко (Шиша) из Шишинца, члан КПЈ
5. Митић Живојин "Сиђим" из Стројковца, члан КПЈ
6. Станојевић (Трајка) Влада, студент из Вучја, члан КПЈ
7. Стошић В. Владимир "Срба" из Мирошевца, члан КПЈ
8. Стевановић Александар, из Дрводеље, члан СКОЈ-а
9. Стојановић Ђорђе-Гајдарџија из Шумана
10. Томић Антанасије-Таса "Ампа" из Лесковца, члан КПЈ
11. Тодоровић Ђорђе, из Бунуше
12. Цветковић Петар, "Бушка" из Врања, члан КПЈ
13. Миленковић Младен, из Шишаве

Њихове мисли, снови, надања
мисле, сањају и надају се у нама.
На другој страни спомен-чесме:
1. Лазаревић (Јована) Стојан, из Оруглице
2. Новковић (Јована) Владан, из Равног Дела
3. Давитковић (Мирка) Видосав, из Равног Дела
4. Давитковић (Тасе) Велимир, из Равног Дела
5. Марковић (Василија) Стојан, из Мелова[1]